# Ipomoea bisavium
Ipomoea bisavium är en vindeväxtart som beskrevs av Adrianus Dirk Jacob Meeuse. Ipomoea bisavium ingår i släktet praktvindor, och familjen vindeväxter. Inga underarter finns listade i Catalogue of Life.